# Île Lavrec
L’île Lavrec, parfois dénommée aussi Lavret, est située à l’est de l’île de Bréhat dans l’archipel de Bréhat.

## Histoire
Elle est connue pour avoir été le lieu de fondation du premier monastère de la Bretagne armoricaine, dont il ne reste actuellement que quelques ruines. C’est le moine Budoc, venu de Grande-Bretagne, qui en fut l’initiateur au Ve siècle.
Budoc découvrit sur l’île les ruines d'une villa gallo-romaine construite dans la première partie du IVe siècle (trois médailles romaines, un petit bronze de Crispus, fils de Constantin Ier, et deux autres de Constantin II y furent retrouvées).
Une petite chapelle, postérieure au premier monastère, fut détruite en 1966. Elle était dédiée à saint Simon et saint Jude.
Lavrec pourrait être le lieu de la vieille école d'Enez Lavre, dirigée par saint Budoc, où a été formé saint Iltud, moine né dans vers 425, fondateur du monastère de Llaniltud dans le Vale of Glamorgan près de Bristol et un des initiateurs du christianisme celtique.
L’île, dont la superficie est d'environ 10 ha, est aujourd’hui habitée de manière irrégulière.
Le site archéologique de l'île Lavret comprend la villa gallo-romaine et le cimetière mérovingien et carolingien) ; ce cimetière "Beret ar Chapel" comprend une soixantaine de squelettes enterrés sans sarcophages et séparés les uns des autres par de grandes pierres plates. Des fouilles menées en 1888 mirent au jour 8 cellules alignées, d'un diamètre de 3 à 5 mètres et distantes les unes des autres de 4, 5 et 10 mètres. Une campagne de fouille y a été organisée en 1983 par Pierre-Roland Giot ; elle concernait les fondations de la chapelle arasée qui était dédiée à saint Simon et saint Jude et celles de la villa gallo-romaine.